# Luka Jović
Luka Jović (ur. 23 grudnia 1997 w Batarze) – serbski piłkarz, występujący na pozycji napastnika, reprezentant Serbii. 
Uczestnik Mistrzostw Świata 2018 i 2022

## Życiorys
W czasach juniorskich trenował w belgradzkiej Crvenej zvezdzie. Sprowadzeniem go zainteresowane były m.in. niemieckie VfB Stuttgart i Borussia Dortmund. W 2014 roku dołączył do seniorskiego zespołu Crvenej zvezdy. W rozgrywkach Super liga Srbije zadebiutował 28 maja 2014 w zremisowanym 3:3 meczu z Vojvodiną Nowy Sad. Na boisku pojawił się w 73. minucie, zmieniając Ifeanyi Onyilo. W 76. minucie zdobył bramkę. W sumie w lidze serbskiej zagrał w 42 spotkaniach, w których strzelił 12 goli. 1 lutego 2016 został piłkarzem lizbońskiego SL Benfica, początkowo trafiając do drużyny rezerw. Kwota transferu oscylowała w okolicach 6,6 miliona euro. Pierwszy mecz w Primeira Liga rozegrał 20 marca 2016 z Boavistą FC (1:0 dla Benfiki), zastępując w 84. minucie Pizziego. Przed sezonem 2017/2018 został wypożyczony do Eintrachtu Frankfurt. W kwietniu 2019 Eintracht zdecydował się na wykupienie go z Benfiki.
4 czerwca 2019 Real Madryt ogłosił dojście do porozumienia z Eintrachtem Frankfurt w sprawie transferu Jovicia. 12 czerwca został zaprezentowany jako nowy zawodnik hiszpańskiego klubu, podpisując 6-letni kontrakt.

## Statystyki kariery
Aktualne na 12 października 2020.
| Klub                | Sezon              | Liga    | Liga | Puchar krajowy | Puchar krajowy | Europa  | Europa | Pozostałe | Pozostałe | Łącznie | Łącznie |
| Klub                | Sezon              | Występy | Gole | Występy        | Gole           | Występy | Gole   | Występy   | Gole      | Występy | Gole    |
| ------------------- | ------------------ | ------- | ---- | -------------- | -------------- | ------- | ------ | --------- | --------- | ------- | ------- |
| FK Crvena zvezda    | 2013/14            | 1       | 1    | 0              | 0              | 0       | 0      | –         | –         | 1       | 1       |
| FK Crvena zvezda    | 2014/15            | 22      | 6    | 2              | 0              | 0       | 0      | –         | –         | 24      | 6       |
| FK Crvena zvezda    | 2015/16            | 19      | 5    | 2              | 1              | 2       | 0      | –         | –         | 23      | 6       |
| FK Crvena zvezda    | Łącznie            | 42      | 12   | 4              | 1              | 2       | 0      | –         | –         | 48      | 13      |
| SL Benfica B        | 2015/16            | 7       | 2    | –              | –              | –       | –      | –         | –         | 7       | 2       |
| SL Benfica B        | 2016/17            | 11      | 2    | –              | –              | –       | –      | –         | –         | 11      | 2       |
| SL Benfica B        | Łącznie            | 18      | 4    | –              | –              | –       | –      | –         | –         | 18      | 4       |
| SL Benfica          | 2015/16            | 1       | 0    | 0              | 0              | 1       | 0      | 0         | 0         | 2       | 0       |
| SL Benfica          | 2016/17            | 1       | 0    | 0              | 0              | 0       | 0      | 1         | 0         | 2       | 0       |
| SL Benfica          | Łącznie            | 2       | 0    | 0              | 0              | 1       | 0      | 1         | 0         | 4       | 0       |
| Eintracht Frankfurt | 2017/18            | 22      | 8    | 5              | 1              | 0       | 0      | 0         | 0         | 27      | 9       |
| Eintracht Frankfurt | 2018/19            | 32      | 17   | 1              | 0              | 14      | 10     | 1         | 0         | 48      | 27      |
| Eintracht Frankfurt | Łącznie            | 54      | 25   | 6              | 1              | 14      | 10     | 1         | 0         | 75      | 36      |
| Real Madryt         | 2019/20            | 17      | 2    | 3              | 0              | 4       | 0      | 2         | 0         | 26      | 2       |
| Real Madryt         | 2020/21            | 2       | 0    | 0              | 0              | 0       | 0      | 0         | 0         | 2       | 0       |
| Real Madryt         | Łącznie            | 19      | 2    | 3              | 0              | 4       | 0      | 2         | 0         | 28      | 2       |
| Łącznie w karierze  | Łącznie w karierze | 135     | 43   | 13             | 2              | 21      | 10     | 4         | 0         | 173     | 55      |

## Sukcesy

### FK Crvena zvezda
- Mistrzostwo Serbii: 2013/2014

### SL Benfica
- Mistrzostwo Portugalii: 2015/2016, 2016/2017

### Eintracht Frankfurt
- Puchar Niemiec: 2017/2018

### Real Madryt
- Mistrzostwo Hiszpanii: 2019/2020, 2021/2022
- Superpuchar Hiszpanii: 2019/2020, 2021/2022
- Liga Mistrzów UEFA: 2021/2022

### Wyróżnienia
- Drużyna sezonu Bundesligi: 2018/2019
- Drużyna sezonu Ligi Europy UEFA: 2018/2019

## Życie prywatne
Jest spokrewniony z Savo Miloševiciem, dawnym serbskim piłkarzem, królem strzelców Mistrzostw Europy w 2000 roku.